# Институт фундаментальных исследований Тата
Институт фундаментальных исследований Тата (англ. Tata Institute of Fundamental Research (TIFR) — это один из крупнейших научно-исследовательских институтов Индии. Расположен в Мумбаи.

## Общие сведения
Институт фундаментальных исследований Тата был создан в июне 1945 года выдающимся индийским физиком Хоми Джехангиром Баба и промышленником Джехангиром Ратанджи Тата и с 2003 года является независимым институтом Мумбайского университета. Обладает статусом deemed university (университет мыслящих).
В институте TIFR проводятся работы по основным направлениям современных химии, математики, информатики, медицины, биологии, физики и научной педагогики, сконцентрированные на 3-х факультетах:
- факультет математики (The School of Mathematics)
- факультет естественных наук (The School of Natural Sciences)
- факультет технологий и информатики (The School of Technology and Computer Science).

Кроме этого, в рамках TIFR работают несколько других институтов, находящихся за пределами его кампуса в мумбайском районе Колаба. Среди них следует назвать Центр научного образования Хоми Баба (Homi Bhabha Centre for Science Education) в мумбайском районе Деонар, Национальный центр радиоастрономии (National Centre for Radio Astrophysics) с крупнейшим в мире радиотелескопом, работающим в метровом диапазоне Giant Metrewave Radio Telescope в Пуне и Национальный центр биологических наук (National Centre for Biological Sciences) в Бангалоре.
Важнейшими научными задачами в области математики, изучаемыми в институте Тата, являются алгебра и алгебраическая геометрия, квантовая теория, комбинаторика, дифференциальная геометрия, математическая топология, математическая физика. Упор также делается на такие науки, как астрономия, астрофизика, молекулярная биология, ядерная и теоретическая физика.
В состав института входит большая научная библиотека (более 100 тысяч томов) и крупный вычислительный центр. TIFR относится к немногим научным институтам Индии, способным для своих нужд и экспериментов при низких температурах производить жидкий гелий.

## Дополнения
- TIFR Архивная копия от 8 октября 2014 на Wayback Machine Официальный сайт института TIFR (на английском языке).